# Caballerizas Reales de Madrid
Las Reales Caballerizas fueron un edificio de la ciudad española de Madrid.

## Descripción
Ubicadas junto al Palacio Real de Madrid, fueron construidas durante el reinado de Carlos III, bajo proyecto y dirección de obras del arquitecto Francesco Sabatini a finales del siglo XVIII. La planta del edificio, de vastas dimensiones, era la de un pentágono irregular, siendo el mayor de sus lados el correspondiente a la cuesta de San Vicente. La fachada principal estaba en la calle de Bailén, con una sencilla portada de granito, formada por un arco rústico, rebajado, rematado con un escudo de las armas reales. Además de cocheras, cuadras y oficinas, tenían habitaciones en las que vivían 486 personas, entre empleados y sus familias. Las anteriores caballerizas, correspondientes al desaparecido alcázar de Madrid, estaban ubicadas en el lado opuesto del Palacio Real, en la zona de la plaza de la Armería. Fueron derribadas en 1934, durante la Segunda República, y sobre el solar se instalaron los jardines de Sabatini.